# Нижнесмородино
Нижнесмородино — село в Поныровском районе Курской области России. Входит в состав Верхне-Смородинского сельсовета.

## География
Село находится на севере Курской области, в пределах северной части Донецко-Днепровского водораздела Среднерусской возвышенности, в лесостепной зоне, на правом берегу реки Сновы, на расстоянии примерно 14 километров (по прямой) к юго-западу от посёлка городского типа Поныри, административного центра района.
Абсолютная высота — 204 метра над уровня моря.

### Климат
Климат характеризуется как умеренно континентальный, с тёплым летом и умеренно холодной зимой. Среднегодовая температура — 5 °C. Средняя температура воздуха самого тёплого месяца (июля) — 19,3 °C (абсолютный максимум — 37 °C); самого холодного (января) — −9 °C (абсолютный минимум — −38 °C). Среднегодовое количество атмосферных осадков составляет 650 мм, из которых 460 мм выпадает в тёплый период.

### Часовой пояс
Село Нижнесмородино, как и вся Курская область, находится в часовой зоне МСК (московское время). Смещение применяемого времени относительно UTC составляет +3:00.

## История
До 2010 года возглавляло Нижнесмородинский сельсовет.
Законом Курской области от 26 апреля 2010 года № 26-ЗКО Верхне-Смородинский и Нижнесмородинский сельсоветы объединены в Смородинский сельсовет (с декабря 2010 года — Верхне-Смородинский сельсовет), и Нижнесмородино стало частью Верхне-Смородинского сельсовета.

## Население
| 2002 | 2010 |
| ---- | ---- |
| 183  | ↘128 |

### Половой состав
По данным Всероссийской переписи населения 2010 года в половой структуре населения мужчины составляли 46,1 %, женщины — соответственно 53,9 %.

### Национальный состав
Согласно результатам переписи 2002 года, в национальной структуре населения русские составляли 99 % из 183 чел.

## Инфраструктура
Личное подсобное хозяйство.

## Транспорт
Доступен автомобильным транспортом. Выезд на автодорогу 38Н-392 «Курск — Поныри» — Возы — Становое — «Верхний Любаж — Поныри» 
(идентификационный номер 38 ОП МЗ 38Н-392).

## Известные уроженцы
Заугольников Василий Сергеевич (1905—1999) — заместитель командира 408 отдельного истребительного противотанкового дивизиона 100 стрелковой дивизии на Воронежском, Центральном, 1 Белорусском фронтах (1942—1943), замполит 115 гвардейского миномётного полка 35 отдельной гвардейской миномётной бригады, гвардии подполковник (1943—1945). Член ВКП(б).